# Brigade
Eine Brigade ist in modernen Streitkräften der kleinste Großverband des Heeres. Aufgrund seiner Organisation, Personalstärke und Ausrüstung ist er in der Lage, operative Aufgaben (ohne substantielle Verstärkungen) selbständig zu lösen.
Bis in den Zweiten Weltkrieg hinein bestanden Brigaden meist aus zwei Regimentern derselben Waffengattung ohne Kampfunterstützungstruppen o. ä.

## Herkunft des Begriffs
Der Begriff ist seit Anfang des 17. Jahrhunderts in der deutschen Militärsprache belegt. Er stammt vom italienischen Wort brigata (= Trupp, Abteilung), was wiederum von briga (= Zank, Streit) hergeleitet wird, Brigade bezeichnet daher ursprünglich einen Streithaufen.
Im zivilen Bereich bürgerte sich der Begriff nach 1945 in der DDR als Bezeichnung für eine Abteilung eines Betriebes ein (Reinigungs-Brigade, Planungs-B. usw.). Dies ist dem Russischen entlehnt, wo das Wort als brigada (kyrill. бригада) in dieser Bedeutung seit den 1920er Jahren nachweisbar ist. Seit der Wiedervereinigung ist diese Bedeutung aus dem deutschen Wortschatz wieder verschwunden.

## Geschichte
Als „Erfinder“ der Brigade mag der Schwedenkönig Gustav Adolf II. gelten, der 2–3 Regimenter zu einer Brigade zusammenstellte, ohne anfangs eine permanente Einteilung seiner Truppen damit zu bezwecken. Als er in der Schlacht von Demmin (1630) seine neue Brigade-Aufstellung erprobt hatte, hielt er es in administrativer und disziplinarischer Hinsicht für zweckmäßig, auch neben dem Gefecht eine ähnliche Zusammenstellung beizubehalten.
Dieses Beispiel machte bald Schule, ab dem 18. Jahrhundert nannte man „Brigade“  eine Anzahl (meist zwei bis drei) von taktischen Einheiten derselben Waffengattung. So bestand eine Infanterie-Brigade aus zwei bis drei Infanterie-Regimentern, die Kavallerie-Brigade aus zwei bis drei Kavallerie-Regimentern und die Artillerie-Brigade aus mehreren Batterien. In Friedenszeiten existierten diese Brigaden (und andere höhere Formationen wie Divisionen oder Korps) jedoch nicht, die größte Formation in Friedenszeiten blieb das Regiment; erst in Kriegszeiten wurden ggfs. Brigadestäbe aufgestellt.
Ab Beginn des 19. Jahrhunderts änderte sich dies: Brigadestäbe bestanden jetzt schon im Frieden, die Brigade umfasste üblicherweise zwei, selten drei Regimenter derselben Waffengattung. Lediglich in Großbritannien gliederte man die Kriegsformationen in vielen Fällen nicht in Regimenter: So bestand im Ersten Weltkrieg die britische Infanterie-Brigade aus vier Infanterie-Bataillonen (meist verschiedener Regimenter), die Feldartillerie-Brigade aus zwei oder drei Batterien.
Nur sehr selten (und meist nur vorübergehend) gab es sogenannte „gemischte Brigaden“, bei denen üblicherweise zwei Infanterie-Regimentern ein bis zwei Schwadronen Kavallerie vorübergehend zugeteilt wurden. Grundsätzlich vermied man indessen derartige die Kampfkraft des Armeekorps zersplitternden Gliederungen.

## Reichswehr
In den letzten Jahren des Ersten Weltkrieges hatte die deutsche Infanterie-Division nur noch drei Regimenter, die in einer Infanterie-Brigade zusammengefasst waren, weitere Brigaden gab es auf Divisionsebene nicht mehr. Die Stärke des Brigadestabes (Kommandeur, üblicherweise Generalmajor), Adjutant (Hauptmann oder Leutnant), Ordonnanzoffizier (Leutnant), Schreiber (Unteroffizier) sowie 9 Mannschaftsdienstgrade (meist Offiziersburschen und Fahrer) zeigte bereits, dass diese Kommandostelle allmählich bedeutungslos wurde. Umso mehr scheint es zu überraschen, dass es in der Reichswehr wieder entsprechende Kommandostellen gab: Sie hießen allerdings nicht „Brigade“, sondern „Infanterieführer“ und „Artillerieführer“ und hatten neben einem Generalmajor oder Oberst drei Stabsoffiziere, davon mindestens einen Generalstabsoffizier. Dies war durch die Siegermächte ausdrücklich gestattet. Tatsächlich verbargen sich hinter den Bezeichnungen Infanterie- und Artillerieführer jedoch verkappte Divisionsstäbe, mit deren Hilfe man im Falle eines gegnerischen Angriffs weitere Divisionen aufstellen wollte, wobei man für das übrige Personal zumindest für die nächsten 10 bis 20 Jahre noch auf zahlreiche im Ersten Weltkrieg gediente Soldaten zurückgreifen konnte.

## Wehrmacht
Mit Schöpfung der Wehrmacht 1935 wurden zunächst die 7 Infanterie- und 7 Artillerieführer -wie geplant- aufgelöst und zur Aufstellung von Divisionsstäben verwendet. Jede dieser 14 neu gebildeten Infanterie-Divisionen hatte drei Infanterie-Regimenter und ein Feldartillerie-Regiment, dazu sollte bei weiterer Aufrüstung ein schweres Artillerie-Regiment und eine Beobachtungsabteilung stoßen. Um innerhalb der Divisionen für Infanterie und Artillerie die erforderlichen Waffenvorgesetzten zu schaffen, waren erneut je Division dem Brigadestab vergleichbare Stellen zu schaffen, welche die Bezeichnung Infanteriekommandeur und Artilleriekommandeur erhielten. Sie waren bis 1939 noch nicht vollständig für jede Division aufgestellt und wurden bei Mobilmachung 1939 anderer Verwendung zugeführt.
Daneben gliederte sich eine Panzerdivision in eine Panzerbrigade (zu 2 Panzerregimentern) und eine Schützenbrigade (zu zwei Schützenregimentern), auch die 1. leichte Division hatte eine Schützenbrigade. Ferner gab es ab 1938 eine selbständige Kavalleriebrigade (zu 2 Reiterregimentern und einer Radfahr-Abteilung). Nach Ende des Frankreichsfeldzuges wurden die Panzerbrigaden aufgelöst, die Panzerdivision hatte ab jetzt nur noch ein Panzerregiment (allerdings zu drei statt bisher zwei Panzerabteilungen).
Auch in der Folgezeit sind in der Wehrmacht immer wieder – üblicherweise nur vorübergehend für kurze Zeit – Brigaden (meist aus zwei Regimentern einer und derselben Waffengattung) errichtet worden, die dann entweder zu Divisionen ausgebaut oder sehr schnell wieder aufgelöst wurden. Nur wenige dieser Aufstellungen waren gemischte Brigaden, die bekannteste hiervon dürfte die Schnelle Brigade West gewesen sein, aus der dann die 21. Panzer-Division wieder errichtet wurde.

## Unterstellung und Struktur
Unterstellt sind der Brigade dabei in der Regel Bataillone der Kampftruppe, der Kampfunterstützungstruppen, der Heeresaufklärungstruppe und der Heereslogistiktruppen sowie eine Stabs- und Versorgungskompanie und ggf. weitere Brigadeeinheiten der Kampfunterstützung, Einsatzunterstützung oder Führungsunterstützung. Mehrere Brigaden sind einer Division unterstellt.
Kampfunterstützungstruppen wie Pioniere und Heeresflieger, aber auch Logistikverbände können zur übergeordneten Führung von speziellen Aufgaben dauerhaft ebenfalls zu Brigaden zusammengefasst werden, um je nach Lage stärkere oder geringere Anteile der unterstellten Truppen an die Kampftruppenbrigaden oder Divisionen zu unterstellen.

## Bundeswehr
Sieht man von einigen wenigen konzeptionell ähnlich aufgestellten Regimentern und Kommandos ab, ist die Brigade in der Bundeswehr der kleinste aus mehreren Truppengattungen organisch zusammengesetzte Großverband. Vor allem die Mischung aus verschiedenen Truppenteilen der Kampftruppe und der Kampfunterstützungstruppe ist charakteristisch für die meisten Brigaden. Dadurch sind klassische Brigaden zum selbstständig geführten Gefecht der verbundenen Waffen mit eigenen Truppenteilen befähigt.
Die übergeordnete Führungsebene einer Brigade ist häufig die Division. Brigaden können aber auch anderen Großverbänden nachgeordnet sein. Die nachgeordnete Ebene ist das Regiment oder das Bataillon. Daneben unterstehen vielen Brigaden zur Führungsunterstützung selbstständige Kompanien, die als Brigadeeinheiten bezeichnet werden. Über die gesamte Geschichte der Bundeswehr betrachtet, bestand eine Brigade je nach Typus aus rund 1500 bis 5000 Soldaten. Im deutschen Heer sind einer Panzergrenadier-, Panzer- oder Gebirgsjägerbrigade in der Regel drei bis fünf Bataillone und selbständige Kompanien unterstellt; ähnlich gliedert sich die Deutsch-Französische Brigade. Die Luftlandebrigade gliedert sich ähnlich in Fallschirmjägerregimenter und Brigadeeinheiten.

### Führung
Kommandeur einer Brigade ist meist ein Brigadegeneral. Nicht unüblich ist jedoch, dass ein Brigadekommandeur seinen Dienstposten zunächst als Oberst antritt und erst danach zum Brigadegeneral befördert wird. Vor allem kleinere Brigaden, nicht aktive Brigaden oder Brigaden, die einer Division nachgeordnet waren, konnten teils dauerhaft durch einen Oberst kommandiert werden. Der Brigadekommandeur wird neben seinem Stab meist durch einen Offizier im Dienstgrad Oberst oder Oberstleutnant als Stellvertreter unterstützt, der gleichzeitig in der Regel Kommandeur der Brigadeeinheiten ist.

### Geschichte

#### Heeresstruktur 2
Sieht man von zwei in der Heeresstruktur 1 nur kurzzeitig zur Aufstellung späterer Divisionen aufgestellten Brigaden ab (eine Luftlandebrigade, eine Gebirgsbrigade), entstanden die ersten Brigaden der Bundeswehr im Wesentlichen durch Umgliederung und Umbenennung aus den in der Heeresstruktur 1 zunächst aufgestellten Kampfgruppen. Die Neugliederung in Brigaden entsprach dem NATO-weiten Gliederungskonzept. Jede der geplanten zwölf Divisionen sollte drei Kampftruppenbrigaden führen, so dass insgesamt 36 Kampftruppenbrigaden aufgestellt wurden. Die tatsächliche Aufstellung zog sich aber bis 1975 (Heeresstruktur 3) hin.

#### Heeresstruktur 3
Auffälligste Neuerung in Bezug auf die Brigaden war die Umgliederung einiger Brigaden in Jägerbrigaden und die Umgliederung der Fallschirmjägerbrigaden in Luftlandebrigaden. Während die Luftlandebrigaden Bestand haben sollten, wurden die Jägerbrigaden nach dieser Heeresstruktur zunächst aufgegeben. Erst in den 1990ern wurde die Jägerbrigade 37 neu aufgestellt, die aber auch nicht lange Bestand haben sollte.

#### Heeresstruktur 4
Im Territorialheer wurden Anfang der 1980er Jahre ähnlich gegliederte Heimatschutzbrigaden aufgestellt, die den Kern der ansonsten vor allem infanteristisch geprägten Heimatschutztruppe bilden sollten.
In der grundsätzlichen Gliederung der Heeresstruktur 4 waren einer Panzer- oder Panzergrenadierbrigade meist als Kern der Kampftruppe drei Bataillone der namensgebenden Truppengattung unterstellt (in Panzerbrigaden also in der Regel drei Panzerbataillone; in Panzergrenadierbrigaden entsprechend drei Panzergrenadierbataillone). Dazu kam jeweils ein Bataillon der jeweils anderen Truppengattung (also ein Panzerbataillon in einer Panzergrenadierbrigade; in Panzerbrigaden ein Panzergrenadierbataillon). Daneben verfügten diese Brigaden über Rohrartillerie in jeweils einem Panzerartilleriebataillon. Neben Stab und Stabskompanie vervollständigten die Brigadeeinheiten die Fähigkeiten der Brigade. Zu den Brigadeeinheiten zählten in der Heeresstruktur 4 meist konkret ein Brigadespähzug, eine Panzerpionier-, eine Panzerjägerkompanie, eine Instandsetzungs- und eine Nachschubkompanie. Heimatschutzbrigaden waren ähnlich aber mit reduzierter Kampfkraft aufgestellt: sie führten beispielsweise häufig „nur“ Jägerbataillone und ein Feldartilleriebataillon anstatt Panzerartilleriebataillonen und Panzergrenadierbataillonen, ähnelten aber ansonsten den anderen Brigaden. Die Luftlandebrigaden und Gebirgsjägerbrigaden waren nach ähnlichen Prinzipien gegliedert – jedoch bestand ihre Kampftruppe ausschließlich aus Fallschirmjäger- bzw. Gebirgsjägerbataillonen und auch sie verfügten nicht über Panzerartillerie.
Neben den aufgezählten Brigaden, die im Kern aus Kampftruppen bestanden, gab es bis zum Ende des Kalten Krieges nur noch einen weiteren Brigadetyp: Führungsfernmeldebrigaden.

#### Entwicklung ab 1990
Nach 1990 verfügte das Heer kurzzeitig – wenn man die sich in Auflösung befindlichen Heimatschutzbrigaden der ersten Aufstellungswelle nicht mitzählt – über 42 deutsche Kampfbrigaden – zusätzlich die in Aufstellung befindliche Deutsch-französische Brigade. Die meisten der Brigaden wurden bis Ende der 1990er Jahre aber außer Dienst gestellt. Im Zuge der grundlegenden Reorganisation im Rahmen der Heeresstruktur V und V (N) und späterer Heeresstrukturen wurden ab 1990 Brigaden völlig neuen Typs geschaffen: Pionierbrigaden, Artillerie-, Flugabwehr-, Sanitäts-, ABC-Abwehr-, Pionier-, Führungsunterstützungs-, Heeresflieger-, Logistikbrigaden usw. Bei diesen vorrangig aus Kampfunterstützungstruppen zusammengesetzten Brigaden war das Ziel nicht die Zusammenführung verschiedener Truppengattungen unter ein gemeinsames Brigadekommando, um selbstständig das Gefecht führen zu können, sondern eine „Unterstützungsfunktion“ für andere Großverbände. Diese Brigaden sollten einzelne Truppenteile bedarfsweise den Kampftruppenbrigaden überstellen, um deren Fähigkeiten zu erweitern und Durchhaltefähigkeit zu stärken oder ähnlich wie Korpstruppen und Divisionstruppen (bzw. entsprechende Unterstützungselemente der Territorial- und Wehrbereichskommandos) Fähigkeiten auf einer übergeordneten Ebene bündeln. Im Gegenzug wurde die Anzahl der Kampfunterstützungsbataillone und Brigadeeinheiten in den Kampfbrigaden reduziert, die nun teils zur eigenen selbstständigen Gefechtsführung nur noch bedingt befähigt waren. Nur bei der neu aufgestellten Luftmechanisierten Brigade konnte man den Ansatz erkennen, einen zur eigenständigen Gefechtsführung befähigten Großverband aufzustellen. Diese Unterstützungsbrigaden wurden aufgelöst und umgegliedert.
Pläne, die Stäbe jeweils eines Verteidigungsbezirkskommandos und einer Brigade zur Einnahme der Heeresstruktur V (N) analog zur Zusammenfassung der Divisions- und Wehrbereichskommandostäbe sowie beim Korps/Territorialkommando Ost zu fusionieren, kamen zwischen 1994 und 1996 nicht über Ansätze hinaus. Fusioniert waren kurzzeitig:
- Panzerbrigade 39 / Verteidigungsbezirkskommando 71
- Panzergrenadierbrigade 40 / Verteidigungsbezirkskommando 86
- Panzerbrigade 42 / Verteidigungsbezirkskommando 84
- Panzerbrigade 36 / Verteidigungsbezirkskommando 64[13]

#### Heutige Situation
Das Heer verfügt heute noch über neun Brigaden, die recht unterschiedlich gegliedert sind. Neueste Brigade des Heeres ist die Panzerbrigade 45, die 2025 formal in Dienst gestellt wurde, sich aber noch in der Aufstellung befindet. Mit der Deutsch-Französischen Brigade ist auch eine multinationale Brigade präsent, an der Deutschland rund die Hälfte der Soldaten stellt.
- Luftlandebrigade 1, Saarlouis
- Panzerlehrbrigade 9, Munster
- Panzerbrigade 21, Augustdorf
- Panzergrenadierbrigade 41, Neubrandenburg
- Panzerbrigade 12, Cham (Oberpfalz)
- Panzergrenadierbrigade 37, Frankenberg/Sa.
- Panzerbrigade 45, Rūdninkai (Litauen)
- Gebirgsjägerbrigade 23, Bad Reichenhall
- Deutsch-Französische Brigade, Müllheim im Markgräflerland

Eingegliedert sind in die Kommandostruktur des Heeres daneben drei niederländische Brigaden:
- 11. Luftbewegliche Brigade, Arnheim
- 13. Leichte Brigade, Oirschot
- 43. Mechanisierte Brigade, Havelte

Als ein „Brigadeäquivalent“ hinsichtlich Größe und Führungsebene gilt das Kommando Spezialkräfte in Calw.

### Militärisches Symbol
Das militärische Symbol (genauer das „Erweiterungsfeld B“ zur Kennzeichnung der Führungsebene) ist ein Kreuz (×), das über dem Symbol für den Brigadetyp angeordnet wird.

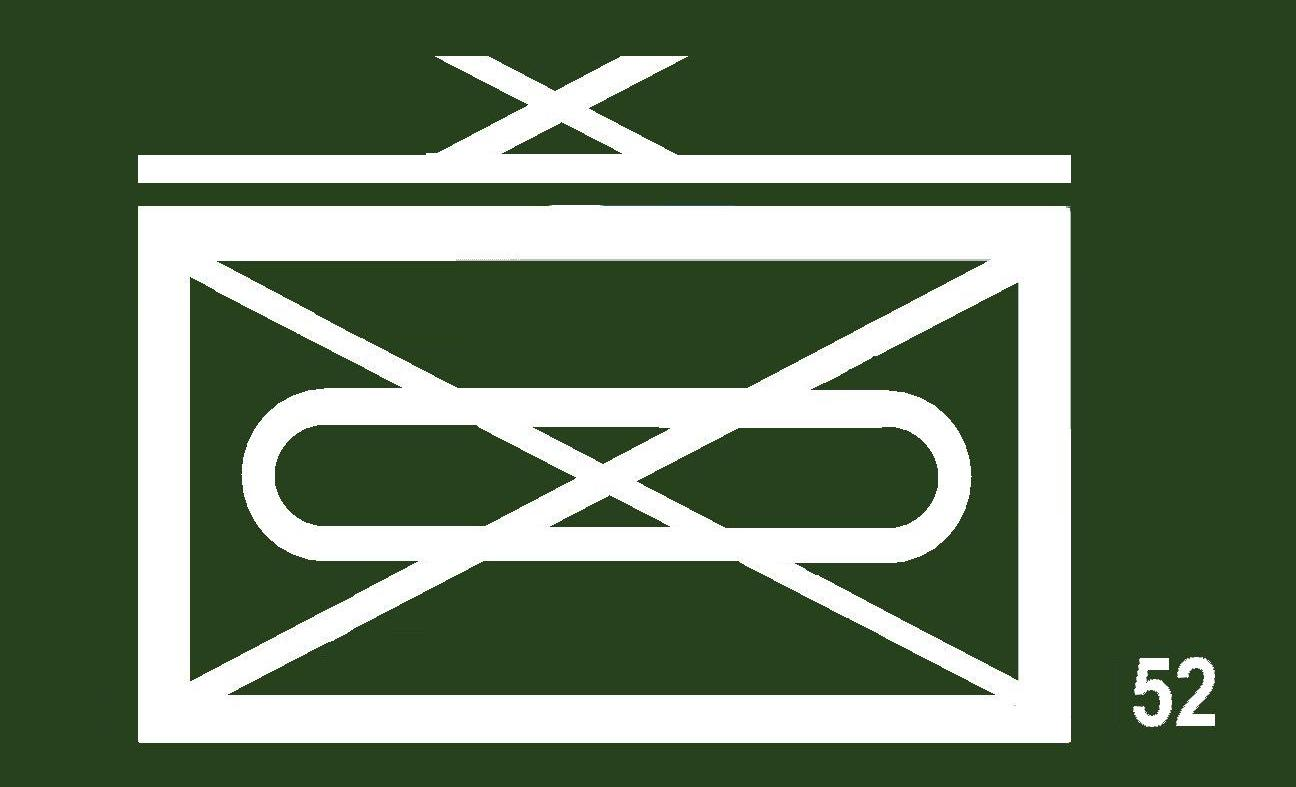
Heimatschutzbrigade 52
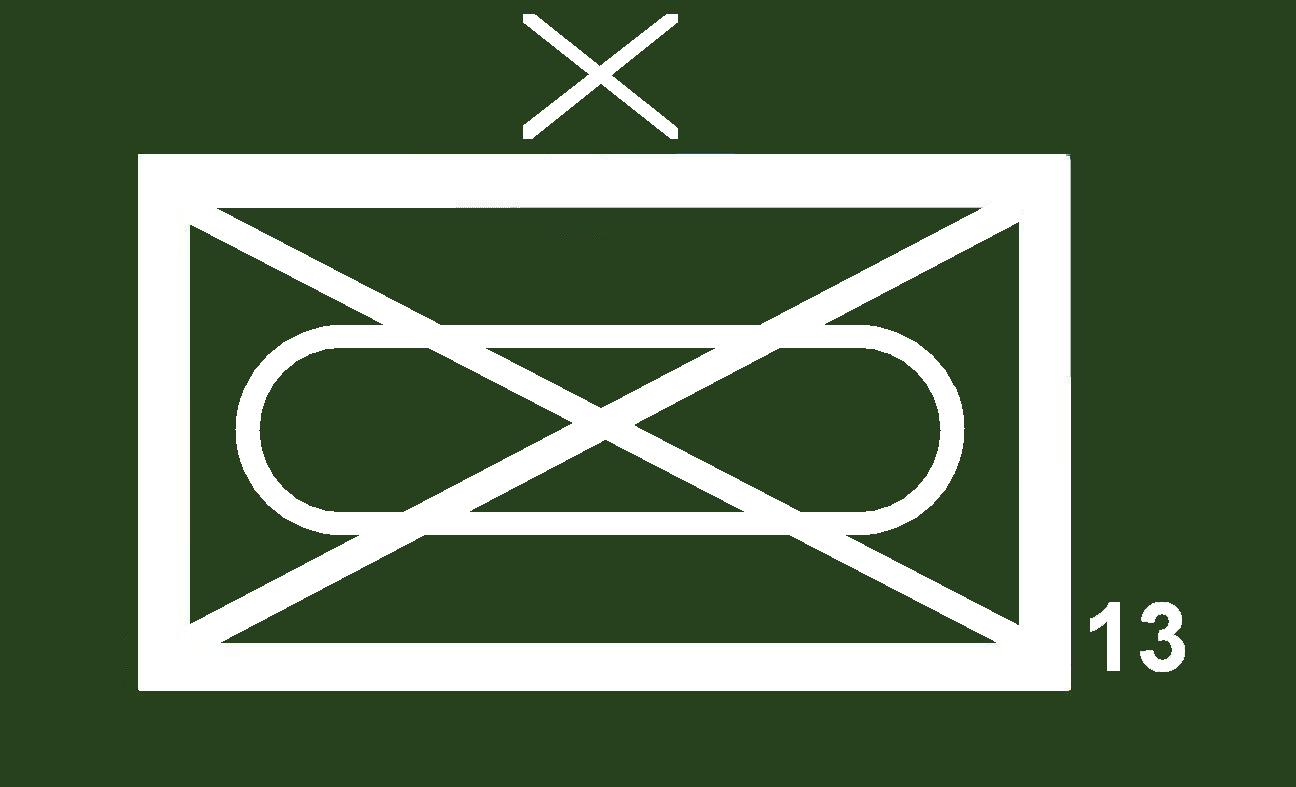
Panzergrenadierbrigade 13

### Bezeichnungssystematik
Bis etwa Mitte der 1990er Jahre folgte die Bezeichnung der meisten Brigaden im Feldheer einer weitgehend stringenten Logik. Planmäßig sollten die zwölf Divisionen im Feldheer jeweils drei Brigaden führen, die fortlaufend nummeriert waren. Die 1. Division führte die Brigaden 1, 2 und 3, die 2. Division die Brigaden 4, 5 und 6 usw. Die 1. Gebirgsdivision galt in dieser Bezeichnungssystematik als „8. Division“ des Heeres mit den Brigaden 22 bis Panzerbrigade 24; die 1. Luftlandedivision galt als „9. Division“ mit den Brigaden 25 bis 27. Damit ergaben sich im Feldheer die Brigadenummern 1 bis 36. Die Brigade mit der niedrigsten Ordnungsnummer war die jeweils „erste Brigade“, die mit der zweithöchsten Nummer die „zweite Brigade“, die mit der höchsten Nummer die „dritte Brigade“ einer Division. Brigaden wurden entsprechend der Truppengattung der Mehrheit der ihr unterstellten Bataillone als Panzer-, Panzergrenadier-, Gebirgsjäger- oder als Fallschirmjägerbrigade (nach Fähigkeitswerweiterung umbenannt in Luftlandebrigade) bezeichnet. Als nach 1990 die Bundeswehr auf Ostdeutschland und West-Berlin ausgedehnt wurde, wurde dieses System für die bereits als spätere Panzer- und Panzergrenadierbrigaden konzipierten Heimatschutzbrigaden 37 bis 42 zunächst fortgeführt. Im Territorialheer wurden die zwölf Heimatschutzbrigaden der ersten Aufstellungswelle entsprechend ihrem Präsenzgrad und ihrem Wehrbereich mit zweistelligen Nummern versehen: die letzte Ziffer gab jeweils ihren Wehrbereich an, teilaktive Brigaden erhielten eine „5“ als erste Ziffer, nicht aktive Brigaden erhielten eine „6“.
Ab etwa 1992 (spätestens nach Aufstellung der Luftlandebrigade 31) wurde dieses stringente System nicht konsequent beibehalten. Bei Unterstellungswechseln wurden die alte Bezeichnung aus Traditionsgründen meist nicht der neuen Unterstellung angepasst. Brigaden die aus anderen Truppenteilen neu aufgestellt wurden, führten teils deren Nummer fort (bspw. die Heeresfliegerbrigade 3 oder die Fernmelde- und Elektronische Aufklärungsbrigade 94). Meist folgte die Bezeichnung neu aufgestellter Brigade aber keinem stringenten Bezeichnungsschema. Nur noch in Teilbereichen ließen sich gewisse Systematiken erkennen: die acht Pionierbrigaden wurden entsprechend ihrem Wehrbereich von 10 bis 80 durchnummeriert. Die Führungsunterstützungs-, die Sanitäts- und Logistikbrigaden der ersten Aufstellungswelle erhielten die Nummern 1–4 entsprechend der Bezeichnung des ihnen jeweils übergeordneten Korps. Die Brigaden des Heerestruppenkommandos erhielten einheitlich die Nummern 100 (falls belegt „200“ wie im Fall der „zweiten“ Logistikbrigade im Heerestruppenkommando) – der ihrer Truppengattung nach gewählte Name (bspw. Artillerie-, Flugabwehrbrigade usw.) ließ aber eine Unterscheidung zu. Wie bei der Bezeichnung für Bataillone deuten höhere Nummern (vor allem ab „700-er Nummern“) wie im Fall der Führungsfernmeldebrigaden darauf hin, dass sie unmittelbar dem Ministerium oder einer höheren Kommandobehörde nachgeordnet waren.

### Verbandsabzeichen
Die meisten Brigaden führen Verbandsabzeichen. Bis etwa Mitte der 1990er Jahre herrschte zumindest im Feldheer ein aus der preußischen Farbfolge abgeleitetes stringentes Design aufbauend auf der zumeist sehr regelhaften Gliederung vor: Die Verbandsabzeichen der Division und der ihr unterstellten Brigaden waren weitestgehend identisch. Es zeigte meist ein Motiv, das auf den Stationierungsraum der Division hindeutete. Das Verbandsabzeichen der Division wies eine silberne Kordel mit eingeflochtenem schwarzen Faden als Bord auf. Die Farben der Borde der Verbandsabzeichen Brigaden folgten der Reihenfolge der preußischen Farbfolge. Der Bord des Verbandsabzeichens der „ersten Brigade“ war weiß, der der „zweiten Brigade“ rot, bei der „dritten Brigade“ gelb. Die teilaktiven Heimatschutzbrigaden führten daneben Verbandsabzeichen mit grünen Borden. Nach 1990 wurde diese Systematik aufgeweicht. Neu aufgestellte Brigaden erhielten häufig keine eigenen Verbandsabzeichen mehr, teils wiesen ihre Verbandsabzeichen gekordelte Borde wie die Verbandsabzeichen der Divisionen auf oder waren in der Waffenfarbe der Haupttruppengattung, aus der die Brigade maßgeblich zusammengesetzt war, bordiert. Die einem größeren Truppenteil unterstellten Brigaden führten auch nicht mehr zwangsläufig Verbandsabzeichen mit weitgehend identischer Motivwahl. Jedoch führten – auch vor 1990 – nicht alle Brigaden eigene Verbandsabzeichen. In diesen Fällen trugen die Soldaten das Verbandsabzeichen ihres übergeordneten Truppenteils. Als Ersatz für das entweder nicht vorhandene oder mit Schwesterbrigaden weitgehend identische Verbandsabzeichen, wurde ersatzweise bei öffentlichkeitswirksamen Vorhaben pars pro toto häufig das interne Verbandsabzeichen des Stabes oder der Stabskompanie genutzt, um die Brigade insgesamt zu repräsentieren.

### Liste der Brigaden
Folgende Tabelle enthält alle in der Bundeswehr jemals aufgestellte Brigaden. Die meisten der aufgezählten Brigaden sind aufgelöst. Einige Brigaden sind mehrfach gelistet, wenn sich ihre Bezeichnung geändert hat.
| Typ                            | Truppenteile |
| ------------------------------ | --- |
| Panzerbrigaden                 | 2, 3, 6 (alt), 6 (neu), 8, (PzLehrBrig) 9, 12, 14 (alt), 14 (neu), 15, 18, 20, 21, 24, 28, 29, 30, 33, 34 (alt), 34 (neu), 36, 39, 42, 45 (in Aufstellung) |
| Panzergrenadierbrigaden        | 1, 2, 4, 5, 7, 10, 11, 13, 16, 17, 19, 20 (nur kurzzeitig), 22, 24, 28, 29, 30, 31, 32, 35, 37, 38, 40, 41 |
| Heimatschutzbrigaden           | 37, 38, 39, 40, 41, 42, 51, 52, 53, 54, 55, 56, 61, 62, 63, 64, 65, 66 |
| Luftlandebrigaden              | 1, 25, 26, 27, 31, 106. |
| Fallschirmjägerbrigaden        | 25, 26, 27 |
| Jägerbrigaden                  | 4, 10, 11, 37 |
| Gebirgsjägerbrigaden           | 22, 23 |
| Pionierbrigaden                | 10, 20, 30, 40, 50, (PiLehrBrig) 60, 70, 80, 100 |
| Führungsfernmeldebrigaden      | 700, 900 |
| Führungsunterstützungsbrigaden | 1/DEU-NLD Korps, 2, 4, 900 |
| Sanitätsbrigaden               | 1, 2, 4/Ost |
| Logistikbrigaden               | 1 (neu), 1 (alt), 2, 4/Ost, 100, 200 |
| weitere                        | Heerestruppenbrigade, Deutsch-französische Brigade, Luftbewegliche Brigade 1, Luftmechanisierte Brigade 1, Heeresfliegerbrigade 3, Fernmelde- und Elektronische Aufklärungsbrigade 94, Artilleriebrigade 100, ABC-Abwehrbrigade 100, Flugabwehrbrigade 100, Gebirgsbrigade 104 |

## Schweizer Armee
Seit der Armeereform XXI gliedert sich die Schweizer Armee in Brigaden und Bataillone. Nach Abschaffung der Armeekorps und der Divisionen bildet die Brigade nun die größte Verbandseinheit. Eine Brigade besteht aus bis zu 10.000 Angehörigen der Armee. Geführt wird sie von einem Brigadier.

## Österreich
Das Österreichische Bundesheer besitzt folgende vier Brigaden:
- 3. Jägerbrigade
- 4. Panzergrenadierbrigade
- 6. Gebirgsbrigade
- 7. Jägerbrigade

Diese Brigaden bestehen entweder aus fünf (4. Panzergrenadierbrigade, 6. Gebirgsbrigade) oder sechs (3. Jägerbrigade, 7. Jägerbrigade) Bataillonen unterschiedlicher Waffengattungen. Der Brigadekommandant hat üblicherweise den Dienstgrad Brigadier.
1956 wurden im Bundesheer 3 Gruppen, mit 8 Brigaden und 32 Bataillonen gebildet. Ehemals besaß das Bundesheer weitere Brigaden:
- 1. Brigade (Aufstellung 1956), ab 1963: 1. Jägerbrigade
- 2. Brigade (Aufstellung 1956), ab 1963: 2. Jägerbrigade
- 5. Gebirgsbrigade (Aufstellung 1956), ab 1963: 5. Jägerbrigade
- 8. Gebirgsbrigade (Aufstellung 1956), ab 1963: 8. Jägerbrigade
- 9. Panzerbrigade (Aufstellung 1960, Auflösung 1998), ab 1963: 9. Panzergrenadierbrigade
- 10. Jägerbrigade

## Frankreich
In Frankreich wird darüber hinaus eine Unterabteilung der Kompanie als Brigade bezeichnet, jedoch nur in den berittenen Regimentern (Kavallerie, Panzer) und in der Gendarmerie nationale. Diese Brigade umfasst fünf bis zehn Soldaten und wird von einem Brigadier geführt.

## USA

### Army
Im Rahmen der Transformation der United States Army wurde das Heer in zwei verschiedene Brigadetypen gegliedert. Als Kampftruppenbrigaden die Brigade Combat Teams für gepanzerte Truppen (englisch Armored Brigade Combat Team), mobile Truppen mit Radpanzer (englisch Stryker Brigade Combat Team) und leichte Infanteriebrigaden (englisch Infantry Brigade Combat Team). Zudem gibt es reine Truppengattungbrigaden wie die Combat Aviation Brigade und weiterer Truppengattung. Beispiele sind die 16th Military Police Brigade, 20th Engineer Brigade und 66th Military Intelligence Brigade.

### Marine Corps

NATO Symbol

Die Grundgliederung der Bodentruppen des United States Marine Corps kennt keine Brigaden. Die Divisionen sind in Regimenter und Bataillone gegliedert. Erst in der kombinierten Einsatzorganisation der Boden- und Luftstreitkräfte des Marine Corps (englisch Marine Air-Ground Task Force) gibt es die Marine Expeditionary Brigade (MEB). Sie stellt die Kampfkomponente mittlerer Größe zwischen dem Marine Expeditionary Unit (MEU) und Marine Expeditionary Force (MEF) dar. Diese werden je nach Bedarf für den Einsatz zusammengestellt, bestehen aber grundsätzlich aus:
- Stabskomponente (englisch Command Element), die im Regelfall von einem Brigadegeneral oder Generalmajor geführt wird.
- Bodenkampfkomponente (englisch Ground Combat Element) geführt von einem Regimental Combat Team eines Marineinfanterieregiments verstärkt durch Artillerie, Pioniere, Aufklärer und Schwimmpanzer.
- Luftkampfkomponente (englisch Aviation Combat Element) mit einer gemischten Fliegergruppe (englisch Marine Aircraft Group) für Luftkampf, Bodenunterstützung und Transport.
- Versorgungskomponente (englisch Logistics Combat Element) bestehend aus einem Logistikregiment (englisch Logistic Combat Regiment) für die logistische Unterstützung.

Das Marine Corps hat drei dieser Brigaden, denen die Truppen für aus der Grundgliederung für Einsatz zugeordnet werden. Grundsätzlich soll die Brigade selbständig für 30 Tage operieren können.